# Andropogon greenwayi
Andropogon greenwayi är en gräsart som beskrevs av Diana Margaret Napper. Andropogon greenwayi ingår i släktet Andropogon och familjen gräs. Inga underarter finns listade i Catalogue of Life.